# Temporada da ATP de 2024
A temporada da ATP de 2024 é o circuito masculino dos tenistas profissionais de elite para o ano em questão. A Associação de Tenistas Profissionais (ATP) organiza a maioria dos eventos – os ATP Masters 1000, os ATP 500, os ATP 250, o de fim de temporada (ATP Finals), o ATP Next Gen Finals e a United Cup, enquanto que a Federação Internacional de Tênis (ITF) tem os torneios do Grand Slam, o evento tenístico dos Jogos Olímpicos e a Copa Davis. A Laver Cup completa a lista.
A Rússia e a Bielurrússia continuam sob sanções das entidades tenísticas por causa da invasão da Ucrânia pela Rússia, com torneios proibidos de acontecer nesses territórios, as seleções nacionais não podendo disputar os eventos por equipes e os jogadores permitidos de competir, mas sob bandeira neutra. Este é o terceiro ano em que essas normas são aplicadas.

## Calendário

### Países
| Torneios | País(es)                                                                           | País(es)                                                                                            |
| -------- | ---------------------------------------------------------------------------------- | --------------------------------------------------------------------------------------------------- |
| 11       | Estados Unidos                                                                     | Estados Unidos                                                                                      |
| 8        | França                                                                             | França                                                                                              |
| 5        | Alemanha                                                                           | China                                                                                               |
| 4        | Austrália · Espanha                                                                | Grã-Bretanha                                                                                        |
| 3        | Itália                                                                             | Suíça                                                                                               |
| 2        | Argentina · Áustria · México                                                       | Países Baixos · Suécia                                                                              |
| 1        | Arábia Saudita · Bélgica · Brasil · Canadá · Catar · Cazaquistão · Chile · Croácia | Emirados Árabes Unidos · Hong Kong · Japão · Marrocos · Nova Zelândia · Portugal · Roménia · Sérvia |

### Mês a mês

#### Legenda
Abaixo estão exemplos, com explicações usando o elemento dica de contexto. Basta passar o cursor sobre cada linha pontilhada para lê-las.
| Semana de                   | Torneio                                                                                        | Campeã(s)(o/ões)            | Vice-campeã(s)(o/ões)     | Resultado            |
| --------------------------- | ---------------------------------------------------------------------------------------------- | --------------------------- | ------------------------- | -------------------- |
| 16 de janeiro 23 de janeiro | Australian Open · Melbourne, Austrália · Grand Slam · A$ 12.176.550 – duro – 128S•96Q•64D•32DM | jogador(a) 1                | jogador(a) 2              | 7–61, 4–6, 7–6(10–6) |
| 16 de janeiro 23 de janeiro | Australian Open · Melbourne, Austrália · Grand Slam · A$ 12.176.550 – duro – 128S•96Q•64D•32DM | jogador(a) 3 · jogador(a) 4 | jogador(a) 5 jogador(a) 6 | 4–6, 6–4, [11–9]     |
| 16 de janeiro 23 de janeiro | Australian Open · Melbourne, Austrália · Grand Slam · A$ 12.176.550 – duro – 128S•96Q•64D•32DM | jogadora 7 jogador 8        | jogadora 9 jogador 10     | 6–2, 4–6, [10–3]     |

| Casos excepcionais | Premiação               | Grand Slam | Grand Slam | Grand Slam |
| Casos excepcionais | Premiação               | Variável   |            |            |
| Casos excepcionais | Número de participantes | QD         | E          |            |
| Casos excepcionais | Ordenação dos torneios  |            |            |            |

| Ícones | Clicável      |                                        |                                           |
| Ícones | Clicável      | edição do torneio                      |                                           |
| Ícones | Não-clicáveis |                                        | primeiro título conquistado na modalidade |
| Ícones | Não-clicáveis | o(a) jogador(a)/país defendeu o título |                                           |

#### Janeiro
| Semana de                   | Torneio | Campeã(s)(o/ões) | Vice-campeã(s)(o/ões) | Resultado                               |
| --------------------------- | --- | --- | --- | --------------------------------------- |
| 1º de janeiro               | Brisbane International Brisbane, Austrália ATP 250 US$ 739.945 – duro – 32S•24Q•24D | Grigor Dimitrov | Holger Rune | 7–65, 6–4                               |
| 1º de janeiro               | Brisbane International Brisbane, Austrália ATP 250 US$ 739.945 – duro – 32S•24Q•24D | Lloyd Glasspool Jean-Julien Rojer | Kevin Krawietz Tim Pütz | 7–63, 5–7, [12–10]                      |
| 1º de janeiro               | Bank of China Hong Kong Tennis Open · Hong Kong · ATP 250 · US$ 739.945 – duro – 28S•16Q•16D | Andrey Rublev | Emil Ruusuvuori | 6–4, 6–4                                |
| 1º de janeiro               | Bank of China Hong Kong Tennis Open · Hong Kong · ATP 250 · US$ 739.945 – duro – 28S•16Q•16D | Marcelo Arévalo Mate Pavić | Sander Gillé Joran Vliegen | 7–63, 6–4                               |
| 1º de janeiro               | United Cup Perth, Austrália Sydney, Austrália Competição de curta duração entre países – mista US$ 10.000.000 – duro – 18E | Alemanha · Angelique Kerber · Tatjana Maria · Maximilian Marterer · Laura Siegemund · Kai Wehnelt · Alexander Zverev                    | Polónia · Hubert Hurkacz · Katarzyna Kawa · Daniel Michalski · Katarzyna Piter · Iga Świątek · Jan Zieliński                     | 2–1                                     |
| 8 de janeiro                | Adelaide International Adelaide, Austrália ATP 250 US$ 739.945 – duro – 28S•16Q•24D | Jiří Lehečka | Jack Draper | 4–6, 6–4, 6–3                           |
| 8 de janeiro                | Adelaide International Adelaide, Austrália ATP 250 US$ 739.945 – duro – 28S•16Q•24D | Rajeev Ram Joe Salisbury | Rohan Bopanna Matthew Ebden | 7–5, 5–7, [11–9]                        |
| 8 de janeiro                | ASB Classic Auckland, Nova Zelândia ATP 250 US$ 739.945 – duro – 28S•16Q•16D | Alejandro Tabilo | Taro Daniel | 6–2, 7–5                                |
| 8 de janeiro                | ASB Classic Auckland, Nova Zelândia ATP 250 US$ 739.945 – duro – 28S•16Q•16D | Wesley Koolhof · Nikola Mektić | Marcel Granollers Horacio Zeballos                                                                                               | 6–3, 66–7, [10–7]                       |
| 15 de janeiro 22 de janeiro | Australian Open Melbourne, Austrália Grand Slam A$ 39.264.000 – duro – 128S•128Q•64D•32DM | Jannik Sinner | Daniil Medvedev | 3–6, 3–6, 6–4, 6–4, 6–3                 |
| 15 de janeiro 22 de janeiro | Australian Open Melbourne, Austrália Grand Slam A$ 39.264.000 – duro – 128S•128Q•64D•32DM | Rohan Bopanna Matthew Ebden | Simone Bolelli Andrea Vavassori                                                                                                  | 7–60, 7–5                               |
| 15 de janeiro 22 de janeiro | Australian Open Melbourne, Austrália Grand Slam A$ 39.264.000 – duro – 128S•128Q•64D•32DM | Hsieh Su-wei · Jan Zieliński | Desirae Krawczyk Neal Skupski | 56–7, 6–4, [11–9]                       |
| 29 de janeiro               | Open Sud de France Montpellier, França ATP 250 € 651.865 – duro (coberto) – 28S•16Q•16D | Alexander Bublik | Borna Ćorić | 5–7, 6–2, 6–3                           |
| 29 de janeiro               | Open Sud de France Montpellier, França ATP 250 € 651.865 – duro (coberto) – 28S•16Q•16D | Sadio Doumbia Fabien Reboul | Albano Olivetti Sam Weissborn | 56–7, 6–4, [10–6]                       |
| 29 de janeiro               | Copa Davis: qualificatório Montreal, Canadá – duro (coberto) Kraljevo, Sérvia – saibro (coberto) Varaždin, Croácia – duro (coberto) Tatabánya, Hungria – duro (coberto) Groningen, Países Baixos – duro (coberto) Třinec, Tchéquia – duro (coberto) Vilnius, Lituânia – duro (coberto) Turku, Finlândia – duro (coberto) Taipé, Taiwan – duro (coberto) Rosário, Argentina – saibro Helsingborg, Suécia – duro (coberto) Santiago, Chile – duro Competição de longa duração entre países | · Canadá · Eslováquia · Bélgica · Alemanha · Países Baixos · Chéquia · Estados Unidos · Finlândia · França · Argentina · Brasil · Chile | · Coreia do Sul · Sérvia · Croácia · Hungria · Suíça · Israel · Ucrânia · Portugal · Taipé Chinesa · Cazaquistão · Suécia · Peru | 3–1 4–0 3–1 3–2 4–0 3–1 4–0 3–2 3–1 3–2 |

#### Fevereiro
| Semana de       | Torneio | Campeão(s)                            | Vice-campeão(s)                        | Resultado         |
| --------------- | --- | ------------------------------------- | -------------------------------------- | ----------------- |
| 5 de fevereiro  | Córdoba Open Córdoba, Argentina ATP 250 US$ 640.705 – saibro – 28S•16Q•16D                                        | Luciano Darderi                       | Facundo Bagnis                         | 6–1, 6–4          |
| 5 de fevereiro  | Córdoba Open Córdoba, Argentina ATP 250 US$ 640.705 – saibro – 28S•16Q•16D                                        | Máximo González · Andrés Molteni      | Sadio Doumbia Fabien Reboul            | 6–4, 6–1          |
| 5 de fevereiro  | Dallas Open Dallas, Estados Unidos ATP 250 US$ 841.590 – duro (coberto) – 28S•16Q•16D                             | Tommy Paul                            | Marcos Giron                           | 7–63, 5–7, 6–3    |
| 5 de fevereiro  | Dallas Open Dallas, Estados Unidos ATP 250 US$ 841.590 – duro (coberto) – 28S•16Q•16D                             | Max Purcell Jordan Thompson           | William Blumberg Rinky Hijikata        | 6–4, 2–6, [10–8]  |
| 5 de fevereiro  | Open 13 Provence Marselha, França ATP 250 € 801.335 – duro (coberto) – 28S•16Q•16D                                | Ugo Humbert                           | Grigor Dimitrov                        | 6–4, 6–3          |
| 5 de fevereiro  | Open 13 Provence Marselha, França ATP 250 € 801.335 – duro (coberto) – 28S•16Q•16D                                | Tomáš Macháč · Zhang Zhizhen          | Patrik Niklas-Salminen Emil Ruusuvuori | 6–3, 6–4          |
| 12 de fevereiro | ABN AMRO Open Roterdã, Países Baixos ATP 500 € 2.290.720 – duro (coberto) – 32S•16Q•16D•4QD                       | Jannik Sinner                         | Alex de Minaur                         | 7–5, 6–4          |
| 12 de fevereiro | ABN AMRO Open Roterdã, Países Baixos ATP 500 € 2.290.720 – duro (coberto) – 32S•16Q•16D•4QD                       | Wesley Koolhof Nikola Mektić          | Robin Haase Botic van de Zandschulp    | 6–3, 7–5          |
| 12 de fevereiro | IEB+ Argentina Open Buenos Aires, Argentina ATP 250 US$ 728.185 – saibro – 28S•16Q•16D                            | Facundo Díaz Acosta                   | Nicolás Jarry                          | 6–3, 6–4          |
| 12 de fevereiro | IEB+ Argentina Open Buenos Aires, Argentina ATP 250 US$ 728.185 – saibro – 28S•16Q•16D                            | Simone Bolelli · Andrea Vavassori     | Marcel Granollers Horacio Zeballos     | 6–2, 7–66         |
| 12 de fevereiro | Delray Beach Open Delray Beach, Estados Unidos ATP 250 US$ 742.350 – duro – 28S•16Q•16D                           | Taylor Fritz                          | Alex de Minaur                         | 7–5, 6–4          |
| 12 de fevereiro | Delray Beach Open Delray Beach, Estados Unidos ATP 250 US$ 742.350 – duro – 28S•16Q•16D                           | Julian Cash · Robert Galloway         | Santiago González Neal Skupski         | 5–7, 7–5, [10–2]  |
| 19 de fevereiro | Rio Open Rio de Janeiro, Brasil ATP 500 US$ 2.271.715 – saibro – 32S•16Q•16D•4QD                                  | Sebastián Báez                        | Mariano Navone                         | 6–2, 6–1          |
| 19 de fevereiro | Rio Open Rio de Janeiro, Brasil ATP 500 US$ 2.271.715 – saibro – 32S•16Q•16D•4QD                                  | Nicolás Barrientos · Rafael Matos     | Alexander Erler Lucas Miedler          | 6–4, 6–3          |
| 19 de fevereiro | Qatar ExxonMobil Open Doha, Catar ATP 250 US$ 1.493.465 – duro – 28S•16Q•16D                                      | Karen Khachanov                       | Jakub Menšík                           | 7–612, 6–4        |
| 19 de fevereiro | Qatar ExxonMobil Open Doha, Catar ATP 250 US$ 1.493.465 – duro – 28S•16Q•16D                                      | Jamie Murray Michael Venus            | Lorenzo Musetti Lorenzo Sonego         | 7–60, 2–6, [10–8] |
| 19 de fevereiro | Mifel Tennis Open San José del Cabo, México ATP 250 US$ 1.005.620 – duro – 28S•16Q•16D                            | Jordan Thompson                       | Casper Ruud                            | 6–3, 7–64         |
| 19 de fevereiro | Mifel Tennis Open San José del Cabo, México ATP 250 US$ 1.005.620 – duro – 28S•16Q•16D                            | Max Purcell Jordan Thompson           | Gonzalo Escobar Aleksandr Nedovyesov   | 7–5, 7–62         |
| 26 de fevereiro | Abierto Mexicano Telcel Acapulco, México ATP 500 US$ 2.377.565 – duro – 32S•16Q•16D•4QD                           | Alex de Minaur                        | Casper Ruud                            | 6–4, 6–4          |
| 26 de fevereiro | Abierto Mexicano Telcel Acapulco, México ATP 500 US$ 2.377.565 – duro – 32S•16Q•16D•4QD                           | Hugo Nys Jan Zieliński                | Santiago González Neal Skupski         | 6–3, 6–2          |
| 26 de fevereiro | Dubai Duty Free Tennis Championships Dubai, Emirados Árabes Unidos ATP 500 US$ 3.113.270 – duro – 32S•16Q•16D•4QD | Ugo Humbert                           | Alexander Bublik                       | 6–4, 6–3          |
| 26 de fevereiro | Dubai Duty Free Tennis Championships Dubai, Emirados Árabes Unidos ATP 500 US$ 3.113.270 – duro – 32S•16Q•16D•4QD | Tallon Griekspoor Jan-Lennard Struff  | Ivan Dodig Austin Krajicek             | 6–4, 4–6, [10–6]  |
| 26 de fevereiro | Movistar Chile Open Santiago, Chile ATP 250 US$ 742.350 – saibro – 28S•16Q•16D                                    | Sebastián Báez                        | Alejandro Tabilo                       | 3–6, 6–0, 6–4     |
| 26 de fevereiro | Movistar Chile Open Santiago, Chile ATP 250 US$ 742.350 – saibro – 28S•16Q•16D                                    | Tomás Barrios Vera · Alejandro Tabilo | Orlando Luz Matías Soto                | 6–2, 6–4          |

#### Março
| Semana de               | Torneio                                                                                            | Campeão(s)                   | Vice-campeão(s)                    | Resultado         |
| ----------------------- | -------------------------------------------------------------------------------------------------- | ---------------------------- | ---------------------------------- | ----------------- |
| 4 de março 11 de março  | BNP Paribas Open Indian Wells, Estados Unidos ATP Masters 1000 US$ 12.418.990 – duro – 96S•48Q•32D | Carlos Alcaraz               | Daniil Medvedev                    | 7–65, 6–1         |
| 4 de março 11 de março  | BNP Paribas Open Indian Wells, Estados Unidos ATP Masters 1000 US$ 12.418.990 – duro – 96S•48Q•32D | Wesley Koolhof Nikola Mektić | Marcel Granollers Horacio Zeballos | 7–62, 7–64        |
| 18 de março 25 de março | Miami Open Miami, Estados Unidos ATP Masters 1000 US$ 10.404.205 – duro – 96S•48Q•32D              | Jannik Sinner                | Grigor Dimitrov                    | 6–3, 6–1          |
| 18 de março 25 de março | Miami Open Miami, Estados Unidos ATP Masters 1000 US$ 10.404.205 – duro – 96S•48Q•32D              | Rohan Bopanna Matthew Ebden  | Ivan Dodig Austin Krajicek         | 36–7, 6–3, [10–6] |

#### Abril
| Semana de               | Torneio | Campeão(s)                           | Vice-campeão(s)                 | Resultado        |
| ----------------------- | --- | ------------------------------------ | ------------------------------- | ---------------- |
| 1º de abril             | Millennium Estoril Open Estoril, Portugal ATP 250 € 651.865 – saibro – 28S•16Q•16D                                        | Hubert Hurkacz                       | Pedro Martínez                  | 6–3, 6–4         |
| 1º de abril             | Millennium Estoril Open Estoril, Portugal ATP 250 € 651.865 – saibro – 28S•16Q•16D                                        | Gonzalo Escobar Aleksandr Nedovyesov | Sadio Doumbia Fabien Reboul     | 7–5, 6–2         |
| 1º de abril             | Fayez Saforim & Co. U.S. Men's Clay Court Championship Houston, Estados Unidos ATP 250 US$ 742.350 – saibro – 28S•16Q•16D | Ben Shelton                          | Frances Tiafoe                  | 7–5, 4–6, 6–3    |
| 1º de abril             | Fayez Saforim & Co. U.S. Men's Clay Court Championship Houston, Estados Unidos ATP 250 US$ 742.350 – saibro – 28S•16Q•16D | Max Purcell · Jordan Thompson        | William Blumberg John Peers     | 7–5, 6–1         |
| 1º de abril             | Grand Prix Hassan II Marraquexe, Marrocos ATP 250 € 651.865 – saibro – 28S•16Q•16D                                        | Matteo Berrettini                    | Roberto Carballés Baena         | 7–5, 6–2         |
| 1º de abril             | Grand Prix Hassan II Marraquexe, Marrocos ATP 250 € 651.865 – saibro – 28S•16Q•16D                                        | Harri Heliövaara · Henry Patten      | Alexander Erler Lucas Miedler   | 3–6, 6–4, [10–4] |
| 8 de abril              | Rolex Monte-Carlo Masters Roquebrune-Cap-Martin, França ATP Masters 1000 € 6.642.938 – saibro – 56S•28Q•28D               | Stefanos Tsitsipas                   | Casper Ruud                     | 6–1, 6–4         |
| 8 de abril              | Rolex Monte-Carlo Masters Roquebrune-Cap-Martin, França ATP Masters 1000 € 6.642.938 – saibro – 56S•28Q•28D               | Sander Gillé Joran Vliegen           | Marcelo Melo Alexander Zverev   | 5–7, 6–3, [10–5] |
| 15 de abril             | Barcelona Open Banc Sabadell Barcelona, Espanha ATP 500 € 2.938.695 – saibro – 48S•24Q•16D•4QD                            | Casper Ruud                          | Stefanos Tsitsipas              | 7–5, 6–3         |
| 15 de abril             | Barcelona Open Banc Sabadell Barcelona, Espanha ATP 500 € 2.938.695 – saibro – 48S•24Q•16D•4QD                            | Máximo González · Andrés Molteni     | Hugo Nys Jan Zieliński          | 4–6, 6–4, [11–9] |
| 15 de abril             | Țiriac Open Bucareste, Romênia ATP 250 € 651.865 – saibro – 28S•16Q•16D                                                   | Márton Fucsovics                     | Mariano Navone                  | 6–4, 7–5         |
| 15 de abril             | Țiriac Open Bucareste, Romênia ATP 250 € 651.865 – saibro – 28S•16Q•16D                                                   | Sadio Doumbia Fabien Reboul          | Harri Heliövaara Henry Patten   | 6–3, 7–5         |
| 15 de abril             | BMW Open Munique, Alemanha ATP 250 € 651.865 – saibro – 28S•16Q•16D                                                       | Jan-Lennard Struff                   | Taylor Fritz                    | 7–5, 6–3         |
| 15 de abril             | BMW Open Munique, Alemanha ATP 250 € 651.865 – saibro – 28S•16Q•16D                                                       | Yuki Bhambri · Albano Olivetti       | Andreas Mies Jan-Lennard Struff | 7–66, 7–65       |
| 22 de abril 29 de abril | Mutua Madrid Open Madri, Espanha ATP Masters 1000 € 9.249.713 – saibro – 96S•48Q•32D                                      | Andrey Rublev                        | Félix Auger-Aliassime           | 4–6, 7–5, 7–5    |
| 22 de abril 29 de abril | Mutua Madrid Open Madri, Espanha ATP Masters 1000 € 9.249.713 – saibro – 96S•48Q•32D                                      | Sebastian Korda · Jordan Thompson    | Ariel Behar Adam Pavlásek       | 6–3, 7–67        |

#### Maio
| Semana de             | Torneio                                                                                      | Campeã(s)(o/ões)                         | Vice-campeã(s)(o/ões)             | Resultado               |
| --------------------- | -------------------------------------------------------------------------------------------- | ---------------------------------------- | --------------------------------- | ----------------------- |
| 6 de maio 13 de maio  | Internazionali BNL d'Italia Roma, Itália ATP Masters 1000 € 9.094.379 – saibro – 96S•48Q•32D | Alexander Zverev                         | Nicolás Jarry                     | 6–4, 7–5                |
| 6 de maio 13 de maio  | Internazionali BNL d'Italia Roma, Itália ATP Masters 1000 € 9.094.379 – saibro – 96S•48Q•32D | Marcel Granollers Horacio Zeballos       | Marcelo Arévalo Mate Pavić        | 6–2, 6–1                |
| 20 de maio            | Gonet Geneva Open Genebra, Suíça ATP 250 € 651.865 – saibro – 28S•16Q•16D                    | Casper Ruud                              | Tomáš Macháč                      | 7–5, 6–3                |
| 20 de maio            | Gonet Geneva Open Genebra, Suíça ATP 250 € 651.865 – saibro – 28S•16Q•16D                    | Marcelo Arévalo Mate Pavić               | Lloyd Glasspool Jean-Julien Rojer | 7–62, 7–5               |
| 20 de maio            | Open Parc Auvergne-Rhône-Alpes Lyon Lyon, França ATP 250 € 651.865 – saibro – 28S•16Q•16D    | Giovanni Mpetshi Perricard               | Tomás Martín Etcheverry           | 6–4, 1–6, 7–67          |
| 20 de maio            | Open Parc Auvergne-Rhône-Alpes Lyon Lyon, França ATP 250 € 651.865 – saibro – 28S•16Q•16D    | Harri Heliövaara Henry Patten            | Yuki Bhambri Albano Olivetti      | 3–6, 7–64, [10–8]       |
| 27 de maio 3 de junho | Torneio de Roland Garros Paris, França Grand Slam € 25.198.500 – saibro – 128S•128Q•64D•16DM | Carlos Alcaraz                           | Alexander Zverev                  | 6–3, 2–6, 5–7, 6–1, 6–2 |
| 27 de maio 3 de junho | Torneio de Roland Garros Paris, França Grand Slam € 25.198.500 – saibro – 128S•128Q•64D•16DM | Marcelo Arévalo Mate Pavić               | Simone Bolelli Andrea Vavassori   | 7–5, 6–3                |
| 27 de maio 3 de junho | Torneio de Roland Garros Paris, França Grand Slam € 25.198.500 – saibro – 128S•128Q•64D•16DM | Laura Siegemund · Édouard Roger-Vasselin | Desirae Krawczyk Neal Skupski     | 6–4, 7–5                |

#### Junho
| Semana de   | Torneio                                                                                           | Campeão(s)                        | Vice-campeão(s)                | Resultado         |
| ----------- | ------------------------------------------------------------------------------------------------- | --------------------------------- | ------------------------------ | ----------------- |
| 10 de junho | Libéma Open 's-Hertogenbosch, Países Baixos ATP 250 € 767.455 – grama – 28S•16Q•16D               | Alex de Minaur                    | Sebastian Korda                | 6–2, 6–4          |
| 10 de junho | Libéma Open 's-Hertogenbosch, Países Baixos ATP 250 € 767.455 – grama – 28S•16Q•16D               | Nathaniel Lammons Jackson Withrow | Wesley Koolhof Nikola Mektić   | 7–65, 7–63        |
| 10 de junho | Boss Open Stuttgart, Alemanha ATP 250 € 812.235 – grama – 28S•16Q•16D                             | Jack Draper                       | Matteo Berrettini              | 3–6, 7–65, 6–4    |
| 10 de junho | Boss Open Stuttgart, Alemanha ATP 250 € 812.235 – grama – 28S•16Q•16D                             | Rafael Matos Marcelo Melo         | Julian Cash Robert Galloway    | 3–6, 6–3, [10–8]  |
| 17 de junho | Terra Wortmann Open Halle, Alemanha ATP 500 € 2.411.390 – grama – 32S•16Q•16D•4QD                 | Jannik Sinner                     | Hubert Hurkacz                 | 7–68, 7–62        |
| 17 de junho | Terra Wortmann Open Halle, Alemanha ATP 500 € 2.411.390 – grama – 32S•16Q•16D•4QD                 | Simone Bolelli Andrea Vavassori   | Kevin Krawietz Tim Pütz        | 7–63, 7–65        |
| 17 de junho | Cinch Championships Londres, Reino Unido ATP 500 € 2.411.390 – grama – 32S•16Q•16D•4QD            | Tommy Paul                        | Lorenzo Musetti                | 6–1, 7–68         |
| 17 de junho | Cinch Championships Londres, Reino Unido ATP 500 € 2.411.390 – grama – 32S•16Q•16D•4QD            | Neal Skupski Michael Venus        | Taylor Fritz Karen Khachanov   | 4–6, 7–65, [10–8] |
| 24 de junho | Rothesay International Eastbourne Eastbourne, Reino Unido ATP 250 € 740.160 – grama – 28S•16Q•16D | Taylor Fritz                      | Max Purcell                    | 6–4, 6–3          |
| 24 de junho | Rothesay International Eastbourne Eastbourne, Reino Unido ATP 250 € 740.160 – grama – 28S•16Q•16D | Neal Skupski Michael Venus        | Matthew Ebden John Peers       | 4–6, 7–62, [11–9] |
| 24 de junho | Mallorca Championships Maiorca, Espanha ATP 250 € 1.005.340 – grama – 28S•16Q•16D                 | Alejandro Tabilo                  | Sebastian Ofner                | 6–3, 6–4          |
| 24 de junho | Mallorca Championships Maiorca, Espanha ATP 250 € 1.005.340 – grama – 28S•16Q•16D                 | Julian Cash Robert Galloway       | Diego Hidalgo Alejandro Tabilo | 6–4, 6–4          |

#### Julho
| Semana de              | Torneio                                                                                         | Campeã(s)(o/ões)                         | Vice-campeã(s)(o/ões)                | Resultado          |
| ---------------------- | ----------------------------------------------------------------------------------------------- | ---------------------------------------- | ------------------------------------ | ------------------ |
| 1º de julho 8 de julho | Torneio de Wimbledon Londres, Reino Unido Grand Slam £ 23.464.500 – grama – 128S•128Q•64D•48DM  | Carlos Alcaraz                           | Novak Djokovic                       | 6–2, 6–2, 7–64     |
| 1º de julho 8 de julho | Torneio de Wimbledon Londres, Reino Unido Grand Slam £ 23.464.500 – grama – 128S•128Q•64D•48DM  | Harri Heliövaara Henry Patten            | Max Purcell Jordan Thompson          | 7–67, 86–7, 7–69   |
| 1º de julho 8 de julho | Torneio de Wimbledon Londres, Reino Unido Grand Slam £ 23.464.500 – grama – 128S•128Q•64D•48DM  | Hsieh Su-wei Jan Zieliński               | Giuliana Olmos Santiago González     | 6–4, 6–2           |
| 15 de julho            | Hamburg Open Hamburgo, Alemanha ATP 500 € 2.047.730 – saibro – 32S•16Q•16D•4QD                  | Arthur Fils                              | Alexander Zverev                     | 6–3, 3–6, 7–61     |
| 15 de julho            | Hamburg Open Hamburgo, Alemanha ATP 500 € 2.047.730 – saibro – 32S•16Q•16D•4QD                  | Kevin Krawietz · Tim Pütz                | Fabien Reboul Édouard Roger-Vasselin | 7–68, 6–2          |
| 15 de julho            | Nordea Open Båstad, Suécia ATP 250 € 651.865 – saibro – 28S•16Q•16D                             | Nuno Borges                              | Rafael Nadal                         | 6–3, 6–2           |
| 15 de julho            | Nordea Open Båstad, Suécia ATP 250 € 651.865 – saibro – 28S•16Q•16D                             | Orlando Luz · Rafael Matos               | Manuel Guinard Grégoire Jacq         | 7–5, 6–4           |
| 15 de julho            | EFG Swiss Open Gstaad Gstaad, Suíça ATP 250 € 651.865 – saibro – 28S•16Q•16D                    | Matteo Berrettini                        | Quentin Halys                        | 6–3, 6–1           |
| 15 de julho            | EFG Swiss Open Gstaad Gstaad, Suíça ATP 250 € 651.865 – saibro – 28S•16Q•16D                    | Yuki Bhambri Albano Olivetti             | Ugo Humbert Fabrice Martin           | 3–6, 6–3, [10–6]   |
| 15 de julho            | Infosys Hall of Fame Open Newport, Estados Unidos ATP 250 US$ 742.350 – grama – 28S•16Q•16D     | Marcos Giron                             | Alex Michelsen                       | 46–7, 6–3, 7–5     |
| 15 de julho            | Infosys Hall of Fame Open Newport, Estados Unidos ATP 250 US$ 742.350 – grama – 28S•16Q•16D     | André Göransson · Sem Verbeek            | Julian Cash James Tracy              | 6–3, 6–4           |
| 22 de julho            | Atlanta Open Atlanta, Estados Unidos ATP 250 US$ 841.590 – duro – 28S•16Q•16D                   | Yoshihito Nishioka                       | Jordan Thompson                      | 4–6, 7–62, 6–2     |
| 22 de julho            | Atlanta Open Atlanta, Estados Unidos ATP 250 US$ 841.590 – duro – 28S•16Q•16D                   | Nathaniel Lammons · Jackson Withrow      | André Göransson Sem Verbeek          | 4–6, 6–4, [12–10]  |
| 22 de julho            | Generali Open Kitzbühel, Áustria ATP 250 € 651.865 – saibro – 28S•16Q•16D                       | Matteo Berrettini                        | Hugo Gaston                          | 7–5, 6–3           |
| 22 de julho            | Generali Open Kitzbühel, Áustria ATP 250 € 651.865 – saibro – 28S•16Q•16D                       | Alexander Erler · Andreas Mies           | Constantin Frantzen Hendrik Jebens   | 6–3, 3–6, [10–6]   |
| 22 de julho            | Plava Laguna Croatia Open Umag Umago, Croácia ATP 250 € 579.320 – saibro – 28S•16Q•16D          | Francisco Cerúndolo                      | Lorenzo Musetti                      | 2–6, 6–4, 7–65     |
| 22 de julho            | Plava Laguna Croatia Open Umag Umago, Croácia ATP 250 € 579.320 – saibro – 28S•16Q•16D          | Guido Andreozzi · Miguel Reyes-Varela    | Manuel Guinard Grégoire Jacq         | 6–4, 6–2           |
| 29 de julho            | Jogos Olímpicos Paris, França Jogos Olímpicos de Verão saibro – 64S•32D•16DM                    | Ouro                                     | Prata                                |                    |
| 29 de julho            | Jogos Olímpicos Paris, França Jogos Olímpicos de Verão saibro – 64S•32D•16DM                    | Novak Djokovic                           | Carlos Alcaraz                       | 7–63, 7–62         |
| 29 de julho            | Jogos Olímpicos Paris, França Jogos Olímpicos de Verão saibro – 64S•32D•16DM                    | Matthew Ebden John Peers                 | Austin Krajicek Rajeev Ram           | 66–7, 7–61, [10–8] |
| 29 de julho            | Jogos Olímpicos Paris, França Jogos Olímpicos de Verão saibro – 64S•32D•16DM                    | Kateřina Siniaková · Tomáš Macháč        | Wang Xinyu Zhang Zhizhen             | 6–2, 5–7, [10–8]   |
| 29 de julho            | Jogos Olímpicos Paris, França Jogos Olímpicos de Verão saibro – 64S•32D•16DM                    | Bronze                                   | Quarto lugar                         |                    |
| 29 de julho            | Jogos Olímpicos Paris, França Jogos Olímpicos de Verão saibro – 64S•32D•16DM                    | Lorenzo Musetti                          | Félix Auger-Aliassime                | 6–4, 1–6, 6–3      |
| 29 de julho            | Jogos Olímpicos Paris, França Jogos Olímpicos de Verão saibro – 64S•32D•16DM                    | Taylor Fritz Tommy Paul                  | Tomáš Macháč Adam Pavlásek           | 6–3, 6–4           |
| 29 de julho            | Jogos Olímpicos Paris, França Jogos Olímpicos de Verão saibro – 64S•32D•16DM                    | Gabriela Dabrowski Félix Auger-Aliassime | Demi Schuurs Wesley Koolhof          | 6–3, 7–62          |
| 29 de julho            | Mubadala Citi DC Open Washington, Estados Unidos ATP 500 US$ 2.271.715 – duro – 48S•24Q•16D•4QD | Sebastian Korda                          | Flavio Cobolli                       | 4–6, 6–2, 6–0      |
| 29 de julho            | Mubadala Citi DC Open Washington, Estados Unidos ATP 500 US$ 2.271.715 – duro – 48S•24Q•16D•4QD | Nathaniel Lammons Jackson Withrow        | Rafael Matos Marcelo Melo            | 7–5, 6–3           |

#### Agosto
| Semana de                  | Torneio                                                                                        | Campeã(s)(o/ões)                    | Vice-campeã(s)(o/ões)             | Resultado     |
| -------------------------- | ---------------------------------------------------------------------------------------------- | ----------------------------------- | --------------------------------- | ------------- |
| 5 de agosto                | Omnium Banque Nationale Montreal, Canadá ATP Masters 1000 US$ 8.122.428 – duro – 56S•28Q•28D   | Alexei Popyrin                      | Andrey Rublev                     | 6–2, 6–4      |
| 5 de agosto                | Omnium Banque Nationale Montreal, Canadá ATP Masters 1000 US$ 8.122.428 – duro – 56S•28Q•28D   | Marcel Granollers Horacio Zeballos  | Rajeev Ram Joe Salisbury          | 6–2, 7–64     |
| 12 de agosto               | Cincinnati Open Cincinnati, Estados Unidos ATP Masters 1000 US$ 7.909.030 – duro – 56S•28Q•28D | Jannik Sinner                       | Frances Tiafoe                    | 7–64, 6–2     |
| 12 de agosto               | Cincinnati Open Cincinnati, Estados Unidos ATP Masters 1000 US$ 7.909.030 – duro – 56S•28Q•28D | Marcelo Arévalo Mate Pavić          | Mackenzie McDonald Alex Michelsen | 6–2, 6–4      |
| 19 de agosto               | Winston-Salem Open Winston-Salem, Estados Unidos ATP 250 US$ 867.750 – duro – 48S•16Q•16D      | Lorenzo Sonego                      | Alex Michelsen                    | 6–0, 6–3      |
| 19 de agosto               | Winston-Salem Open Winston-Salem, Estados Unidos ATP 250 US$ 867.750 – duro – 48S•16Q•16D      | Nathaniel Lammons · Jackson Withrow | Julian Cash Robert Galloway       | 6–4, 6–3      |
| 26 de agosto 2 de setembro | US Open Nova York, Estados Unidos Grand Slam US$ 34.378.000 – duro – 128S•128D•64D•32DM        | Jannik Sinner                       | Taylor Fritz                      | 6–3, 6–4, 7–5 |
| 26 de agosto 2 de setembro | US Open Nova York, Estados Unidos Grand Slam US$ 34.378.000 – duro – 128S•128D•64D•32DM        | Max Purcell Jordan Thompson         | Kevin Krawietz Tim Pütz           | 6–4, 7–64     |
| 26 de agosto 2 de setembro | US Open Nova York, Estados Unidos Grand Slam US$ 34.378.000 – duro – 128S•128D•64D•32DM        | Sara Errani · Andrea Vavassori      | Taylor Townsend Donald Young      | 7–60, 7–5     |

#### Setembro
| Semana de                   | Torneio | Campeão(s) | Vice-campeão(s) | Resultado |
| --------------------------- | --- | --- | --- | --- |
| 9 de setembro               | Copa Davis: Finais - Fase de grupos Bolonha, Itália – duro (coberto) Manchester, Reino Unido – duro (coberto) Valência, Espanha – duro (coberto) Zhuhai, China – duro (coberto) Competição de longa duração entre países 16E | Classificadas à próxima fase: · Itália / Países Baixos · Canadá / Argentina · Espanha / Austrália · Estados Unidos / Alemanha | Classificadas à próxima fase: · Itália / Países Baixos · Canadá / Argentina · Espanha / Austrália · Estados Unidos / Alemanha | Classificadas à próxima fase: · Itália / Países Baixos · Canadá / Argentina · Espanha / Austrália · Estados Unidos / Alemanha |
| 16 de setembro              | Chengdu Open Chengdu, China ATP 250 US$ 1.269.245 – duro – 28S•16Q•16D | Shang Juncheng | Lorenzo Musetti | 7–64, 6–1 |
| 16 de setembro              | Chengdu Open Chengdu, China ATP 250 US$ 1.269.245 – duro – 28S•16Q•16D | Sadio Doumbia · Fabien Reboul                                                                                                 | Yuki Bhambri Albano Olivetti                                                                                                  | 6–4, 4–6, [10–4] |
| 16 de setembro              | Hangzhou Open Hangzhou, China ATP 250 US$ 1.081.395 – duro – 28S•16Q•16D | Marin Čilić | Zhang Zhizhen | 7–65, 7–65 |
| 16 de setembro              | Hangzhou Open Hangzhou, China ATP 250 US$ 1.081.395 – duro – 28S•16Q•16D | Jeevan Nedunchezhiyan · Vijay Sundar Prashanth                                                                                | Constantin Frantzen Hendrik Jebens                                                                                            | 4–6, 7–65, [10–7] |
| 16 de setembro              | Laver Cup Berlim, Alemanha Competição intercontinental – exibição duro (coberto) – 2E | Time Europa Carlos Alcaraz Grigor Dimitrov Daniil Medvedev Casper Ruud Stefanos Tsitsipas Alexander Zverev                    | Time Mundo Francisco Cerúndolo Taylor Fritz Thanasi Kokkinakis Ben Shelton Alejandro Tabilo Frances Tiafoe                    | 13–11 |
| 23 de setembro              | China Open Pequim, China ATP 500 US$ 3.891.650 – duro – 32S•16Q•16D•4QD | Carlos Alcaraz | Jannik Sinner | 66–7, 6–4, 7–63 |
| 23 de setembro              | China Open Pequim, China ATP 500 US$ 3.891.650 – duro – 32S•16Q•16D•4QD | Simone Bolelli Andrea Vavassori                                                                                               | Harri Heliövaara Henry Patten                                                                                                 | 4–6, 6–3, [10–5] |
| 23 de setembro              | Kinoshita Group Japan Open Tennis Championships Tóquio, Japão ATP 500 US$ 1.989.865 – duro – 32S•16Q•16D•4QD | Arthur Fils | Ugo Humbert | 5–7, 7–66, 6–3 |
| 23 de setembro              | Kinoshita Group Japan Open Tennis Championships Tóquio, Japão ATP 500 US$ 1.989.865 – duro – 32S•16Q•16D•4QD | Julian Cash Lloyd Glasspool                                                                                                   | Ariel Behar Robert Galloway                                                                                                   | 6–4, 4–6, [12–10] |
| 30 de setembro 7 de outubro | Rolex Shanghai Masters Xangai, China ATP Masters 1000 US$ 10.298.535 – duro – 96S•48Q•32D | Jannik Sinner | Novak Djokovic | 7–64, 6–3 |
| 30 de setembro 7 de outubro | Rolex Shanghai Masters Xangai, China ATP Masters 1000 US$ 10.298.535 – duro – 96S•48Q•32D | Wesley Koolhof Nikola Mektić                                                                                                  | Máximo González Andrés Molteni                                                                                                | 6–4, 6–4 |

#### Outubro
| Semana de     | Torneio                                                                                       | Campeão(s)                                | Vice-campeão(s)                      | Resultado          |
| ------------- | --------------------------------------------------------------------------------------------- | ----------------------------------------- | ------------------------------------ | ------------------ |
| 14 de outubro | Almaty Open Almaty, Cazaquistão ATP 250 US$ 1.117.465 – duro (coberto) – 28S•16Q•16D          | Karen Khachanov                           | Gabriel Diallo                       | 6–2, 5–7, 6–3      |
| 14 de outubro | Almaty Open Almaty, Cazaquistão ATP 250 US$ 1.117.465 – duro (coberto) – 28S•16Q•16D          | Rithvik Choudary Bollipalli · Arjun Kadhe | Nicolás Barrientos Skander Mansouri  | 3–6, 7–63, [14–12] |
| 14 de outubro | European Open Antuérpia, Bélgica ATP 250 € 767.455 – duro (coberto) – 28S•16Q•16D             | Roberto Bautista Agut                     | Jiří Lehečka                         | 7–5, 6–1           |
| 14 de outubro | European Open Antuérpia, Bélgica ATP 250 € 767.455 – duro (coberto) – 28S•16Q•16D             | Alexander Erler Lucas Miedler             | Robert Galloway Aleksandr Nedovyesov | 6–4, 1–6, [10–8]   |
| 14 de outubro | BNP Paribas Nordic Open Estocolmo, Suécia ATP 250 € 767.455 – duro (coberto) – 28S•16Q•16D    | Tommy Paul                                | Grigor Dimitrov                      | 6–4, 6–3           |
| 14 de outubro | BNP Paribas Nordic Open Estocolmo, Suécia ATP 250 € 767.455 – duro (coberto) – 28S•16Q•16D    | Harri Heliövaara Henry Patten             | Petr Nouza Patrik Rikl               | 7–5, 6–3           |
| 21 de outubro | Swiss Indoors Basileia, Suíça ATP 500 € 2.540.835 – duro (coberto) – 32S•16Q•16D•4QD          | Giovanni Mpetshi Perricard                | Ben Shelton                          | 6–4, 7–64          |
| 21 de outubro | Swiss Indoors Basileia, Suíça ATP 500 € 2.540.835 – duro (coberto) – 32S•16Q•16D•4QD          | Jamie Murray John Peers                   | Wesley Koolhof Nikola Mektić         | 6–3, 7–5           |
| 21 de outubro | Erste Bank Open Viena, Áustria ATP 500 € 2.626.045 – duro (coberto) – 32S•16Q•16D•4QD         | Jack Draper                               | Karen Khachanov                      | 6–4, 7–5           |
| 21 de outubro | Erste Bank Open Viena, Áustria ATP 500 € 2.626.045 – duro (coberto) – 32S•16Q•16D•4QD         | Alexander Erler Lucas Miedler             | Neal Skupski Michael Venus           | 4–6, 6–3, [10–1]   |
| 28 de outubro | Rolex Paris Masters Paris, França ATP Masters 1000 € 6.946.835 – duro (coberto) – 56S•28Q•24D | Alexander Zverev                          | Ugo Humbert                          | 6–2, 6–2           |
| 28 de outubro | Rolex Paris Masters Paris, França ATP Masters 1000 € 6.946.835 – duro (coberto) – 56S•28Q•24D | Wesley Koolhof Nikola Mektić              | Lloyd Glasspool Adam Pavlásek        | 3–6, 6–3, [10–5]   |

#### Novembro
| Semana de      | Torneio | Campeão(s)                                                                                       | Vice-campeão(s)                                                                               | Resultado                |
| -------------- | --- | ------------------------------------------------------------------------------------------------ | --------------------------------------------------------------------------------------------- | ------------------------ |
| 4 de novembro  | Belgrade Open Belgrado, Sérvia ATP 250 € 829.365 – duro (coberto) – 28S•16Q•16D                                      | Denis Shapovalov                                                                                 | Hamad Medjedovic                                                                              | 6–4, 6–4                 |
| 4 de novembro  | Belgrade Open Belgrado, Sérvia ATP 250 € 829.365 – duro (coberto) – 28S•16Q•16D                                      | Jamie Murray John Peers                                                                          | Ivan Dodig Skander Mansouri                                                                   | 3–6, 7–65, [11–9]        |
| 4 de novembro  | Moselle Open Metz, França ATP 250 € 651.865 – duro (coberto) – 28S•16Q•16D                                           | Benjamin Bonzi                                                                                   | Cameron Norrie                                                                                | 7–66, 6–4                |
| 4 de novembro  | Moselle Open Metz, França ATP 250 € 651.865 – duro (coberto) – 28S•16Q•16D                                           | Sander Arends · Luke Johnson                                                                     | Pierre-Hugues Herbert Albano Olivetti                                                         | 6–4, 3–6, [10–3]         |
| 11 de novembro | Nitto ATP Finals Turim, Itália Torneio de fim de temporada US$ 15.250.000 – duro (coberto) – 8S•8D                   | Jannik Sinner                                                                                    | Taylor Fritz                                                                                  | 6–4, 6–4                 |
| 11 de novembro | Nitto ATP Finals Turim, Itália Torneio de fim de temporada US$ 15.250.000 – duro (coberto) – 8S•8D                   | Kevin Krawietz Tim Pütz                                                                          | Marcelo Arévalo Mate Pavić                                                                    | 7–65, 7–66               |
| 18 de novembro | Copa Davis: Finais - Fase eliminatória Málaga, Espanha – duro (coberto) Competição de longa duração entre países 16E | Itália · Matteo Berrettini · Simone Bolelli · Lorenzo Musetti · Jannik Sinner · Andrea Vavassori | Países Baixos · Jesper de Jong · Tallon Griekspoor · Wesley Koolhof · Botic van de Zandschulp | 2–0                      |
| 25 de novembro | sem torneios programados                                                                                             | sem torneios programados                                                                         | sem torneios programados                                                                      | sem torneios programados |

#### Dezembro
| Semana de      | Torneio | Campeão(s)               | Vice-campeão(s)          | Resultado                |
| -------------- | --- | ------------------------ | ------------------------ | ------------------------ |
| 2 de dezembro  | sem torneios programados                                                                                                   | sem torneios programados | sem torneios programados | sem torneios programados |
| 9 de dezembro  | sem torneios programados                                                                                                   | sem torneios programados | sem torneios programados | sem torneios programados |
| 16 de dezembro | Next Gen ATP Finals Jidá, Arábia Saudita Competição entre jovens promessas - exibição US$ 15.250.000 – duro (coberto) – 8S | João Fonseca             | Learner Tien             | 2–4, 4–38, 4–0, 4–2      |

## Prêmios em dinheiro
Em 25 de novembro de 2024.
| #  | Jogador            | Simples        | Duplas      | Total          |
| -- | ------------------ | -------------- | ----------- | -------------- |
| 1  | Jannik Sinner      | US$ 16.914.035 | US$ 32.114  | US$ 16.946.149 |
| 2  | Carlos Alcaraz     | US$ 9.850.338  | US$ 0       | US$ 9.850.338  |
| 3  | Alexander Zverev   | US$ 8.839.406  | US$ 155.697 | US$ 8.995.103  |
| 4  | Taylor Fritz       | US$ 6.915.586  | US$ 90.609  | US$ 7.006.195  |
| 5  | Daniil Medvedev    | US$ 5.573.010  | US$ 42.746  | US$ 5.615.756  |
| 6  | Casper Ruud        | US$ 5.010.351  | US$ 54.956  | US$ 5.065.307  |
| 7  | Novak Djokovic     | US$ 4.421.915  | US$ 0       | US$ 4.421.915  |
| 8  | Andrey Rublev      | US$ 4.067.753  | US$ 63.063  | US$ 4.130.816  |
| 9  | Alex de Minaur     | US$ 4.041.718  | US$ 38.328  | US$ 4.080.046  |
| 10 | Stefanos Tsitsipas | US$ 3.392.603  | US$ 135.821 | US$ 3.528.424  |

## Rankings
| Ranking final de simples (25 de novembro de 2024) | Ranking final de simples (25 de novembro de 2024) | Ranking final de simples (25 de novembro de 2024) | Ranking final de simples (25 de novembro de 2024) | Ranking final de simples (25 de novembro de 2024) |
| Pos.                                              | Jogador                                           | Idade                                             | Pontos                                            | Torneios                                          |
| ------------------------------------------------- | ------------------------------------------------- | ------------------------------------------------- | ------------------------------------------------- | ------------------------------------------------- |
| 1º                                                | Jannik Sinner                                     | 23                                                | 11.830                                            | 17                                                |
| 2º                                                | Alexander Zverev                                  | 27                                                | 7.915                                             | 21                                                |
| 3º                                                | Carlos Alcaraz                                    | 21                                                | 7.010                                             | 18                                                |
| 4º                                                | Taylor Fritz                                      | 27                                                | 5.100                                             | 22                                                |
| 5º                                                | Daniil Medvedev                                   | 28                                                | 5.030                                             | 17                                                |
| 6º                                                | Casper Ruud                                       | 25                                                | 4.255                                             | 25                                                |
| 7º                                                | Novak Djokovic                                    | 37                                                | 3.910                                             | 18                                                |
| 8º                                                | Andrey Rublev                                     | 27                                                | 3.760                                             | 27                                                |
| 9º                                                | Alex de Minaur                                    | 25                                                | 3.745                                             | 23                                                |
| 10º                                               | Grigor Dimitrov                                   | 33                                                | 3.350                                             | 19                                                |
| 11º                                               | Stefanos Tsitsipas                                | 26                                                | 3.165                                             | 22                                                |
| 12º                                               | Tommy Paul                                        | 27                                                | 3.145                                             | 21                                                |
| 13º                                               | Holger Rune                                       | 21                                                | 3.025                                             | 23                                                |
| 14º                                               | Ugo Humbert                                       | 26                                                | 2.765                                             | 26                                                |
| 15º                                               | Jack Draper                                       | 22                                                | 2.685                                             | 22                                                |
| 16º                                               | Hubert Hurkacz                                    | 27                                                | 2.640                                             | 20                                                |
| 17º                                               | Lorenzo Musetti                                   | 22                                                | 2.600                                             | 29                                                |
| 18º                                               | Frances Tiafoe                                    | 26                                                | 2.585                                             | 26                                                |
| 19º                                               | Karen Khachanov                                   | 28                                                | 2.410                                             | 24                                                |
| 20º                                               | Arthur Fils                                       | 20                                                | 2.355                                             | 26                                                |

| Ranking final de duplas (25 de novembro de 2024) | Ranking final de duplas (25 de novembro de 2024) | Ranking final de duplas (25 de novembro de 2024) | Ranking final de duplas (25 de novembro de 2024) | Ranking final de duplas (25 de novembro de 2024) |
| Pos.                                             | Jogador                                          | Idade                                            | Pontos                                           | Torneios                                         |
| ------------------------------------------------ | ------------------------------------------------ | ------------------------------------------------ | ------------------------------------------------ | ------------------------------------------------ |
| 1º                                               | Marcelo Arévalo                                  | 34                                               | 7.510                                            | 24                                               |
| 1º                                               | Mate Pavić                                       | 31                                               | 7.510                                            | 24                                               |
| 3º                                               | Jordan Thompson                                  | 30                                               | 6.655                                            | 23                                               |
| 4º                                               | Marcel Granollers                                | 38                                               | 6.500                                            | 18                                               |
| 4º                                               | Horacio Zeballos                                 | 39                                               | 6.500                                            | 18                                               |
| 6º                                               | Nikola Mektić                                    | 35                                               | 5.930                                            | 24                                               |
| 7º                                               | Kevin Krawietz                                   | 32                                               | 5.880                                            | 21                                               |
| 8º                                               | Wesley Koolhof                                   | 35                                               | 5.840                                            | 23                                               |
| 9º                                               | Andrea Vavassori                                 | 29                                               | 5.840                                            | 23                                               |
| 10º                                              | Tim Pütz                                         | 37                                               | 5.790                                            | 20                                               |
| 11º                                              | Simone Bolelli                                   | 39                                               | 5.740                                            | 19                                               |
| 12º                                              | Max Purcell                                      | 26                                               | 5.730                                            | 22                                               |
| 13º                                              | Matthew Ebden                                    | 36                                               | 5.210                                            | 20                                               |
| 14º                                              | Henry Patten                                     | 28                                               | 5.165                                            | 32                                               |
| 15º                                              | Rohan Bopanna                                    | 44                                               | 5.150                                            | 20                                               |
| 16º                                              | Harri Heliövaara                                 | 35                                               | 5.145                                            | 29                                               |
| 17º                                              | Michael Venus                                    | 37                                               | 3.775                                            | 28                                               |
| 18º                                              | Neal Skupski                                     | 34                                               | 3.670                                            | 27                                               |
| 19º                                              | Nathaniel Lammons                                | 31                                               | 3.320                                            | 34                                               |
| 19º                                              | Jackson Withrow                                  | 31                                               | 3.320                                            | 34                                               |

## Distribuição de pontos
A distribuição de pontos para a temporada de 2024 foi definida:
| Categoria                 | T          | F                                           | SF                                          | QF                                          | R16                                         | R32                                         | R64                                         | R128                                        | Q                                           | Q3                                          | Q2                                          | Q1                                          |
| ------------------------- | ---------- | ------------------------------------------- | ------------------------------------------- | ------------------------------------------- | ------------------------------------------- | ------------------------------------------- | ------------------------------------------- | ------------------------------------------- | ------------------------------------------- | ------------------------------------------- | ------------------------------------------- | ------------------------------------------- |
| Grand Slam (S)            | 2000       | 1300                                        | 800                                         | 400                                         | 200                                         | 100                                         | 50                                          | 10                                          | 30                                          | 16                                          | 8                                           | 0                                           |
| Grand Slam (D)            | 2000       | 1200                                        | 720                                         | 360                                         | 180                                         | 90                                          | –                                           | –                                           | –                                           | –                                           | –                                           | –                                           |
| ATP Finals (S/D)          | 900+FG     | 400+FG                                      | FG                                          | Fase de grupos (FG): 200 por vitória        | Fase de grupos (FG): 200 por vitória        | Fase de grupos (FG): 200 por vitória        | Fase de grupos (FG): 200 por vitória        | Fase de grupos (FG): 200 por vitória        | Fase de grupos (FG): 200 por vitória        | Fase de grupos (FG): 200 por vitória        | Fase de grupos (FG): 200 por vitória        | Fase de grupos (FG): 200 por vitória        |
| ATP Masters 1000 (96S)    | 1000       | 650                                         | 400                                         | 200                                         | 100                                         | 50                                          | 30                                          | 10                                          | 20                                          | –                                           | 10                                          | 0                                           |
| ATP Masters 1000 (56/48S) | 1000       | 650                                         | 400                                         | 200                                         | 100                                         | 50                                          | 10                                          | –                                           | 30                                          | –                                           | 16                                          | 0                                           |
| ATP Masters 1000 (D)      | 1000       | 600                                         | 360                                         | 180                                         | 90                                          | 0                                           | –                                           | –                                           | –                                           | –                                           | –                                           | –                                           |
| ATP 500 (48S)             | 500        | 330                                         | 200                                         | 100                                         | 50                                          | 25                                          | 0                                           | –                                           | 16                                          | –                                           | 8                                           | 0                                           |
| ATP 500 (32S)             | 500        | 330                                         | 200                                         | 100                                         | 50                                          | 0                                           | –                                           | –                                           | 25                                          | –                                           | 13                                          | 0                                           |
| ATP 500 (16D)             | 500        | 300                                         | 180                                         | 90                                          | 0                                           | –                                           | –                                           | –                                           | 45                                          | –                                           | 25                                          | 0                                           |
| ATP 250 (48S)             | 250        | 165                                         | 100                                         | 50                                          | 25                                          | 13                                          | 0                                           | –                                           | 8                                           | –                                           | 4                                           | 0                                           |
| ATP 250 (32S)             | 250        | 165                                         | 100                                         | 50                                          | 25                                          | 0                                           | –                                           | –                                           | 13                                          | –                                           | 7                                           | 0                                           |
| ATP 250 (16D)             | 250        | 150                                         | 90                                          | 45                                          | 0                                           | –                                           | –                                           | –                                           | –                                           | –                                           | –                                           | –                                           |
| United Cup                | 500 (máx.) | Para mais detalhes, veja United Cup de 2024 | Para mais detalhes, veja United Cup de 2024 | Para mais detalhes, veja United Cup de 2024 | Para mais detalhes, veja United Cup de 2024 | Para mais detalhes, veja United Cup de 2024 | Para mais detalhes, veja United Cup de 2024 | Para mais detalhes, veja United Cup de 2024 | Para mais detalhes, veja United Cup de 2024 | Para mais detalhes, veja United Cup de 2024 | Para mais detalhes, veja United Cup de 2024 | Para mais detalhes, veja United Cup de 2024 |

## Prêmios
Os vencedores do ATP Awards de 2024 foram anunciados em dezembro.
- Jogador do ano:  Jannik Sinner;
- Dupla do ano:  Marcelo Arévalo /  Mate Pavić;
- Jogador que mais evoluiu:  Giovanni Mpetshi Perricard;
- Revelação do ano:  Jakub Menšík;
- Retorno do ano:  Matteo Berrettini;
- Treinador do ano:  Michael Russell ( Taylor Fritz).

- Esportividade Stefan Edberg:  Grigor Dimitrov;
- Humanitarismo Arthur Ashe:  Dominic Thiem;
- Excelência em mídia Ron Bookman:  Joan Solsona.

Torneios do ano:
- ATP Masters 1000:  Indian Wells;
- ATP 500:  Queen's;
- ATP 250:  Doha.

Favoritos do torcedor:
- Jogador:  Jannik Sinner;
- Dupla:  Simone Bolelli /  Andrea Vavassori;
- Jogada do ano:  Thiago Monteiro, pela 2ª fase do ATP de Roma;
- Jogo do ano:  Carlos Alcaraz vs.  Grigor Dimitrov pelas quartas de final do [[ATP de Miami].